# 아널드 베넷

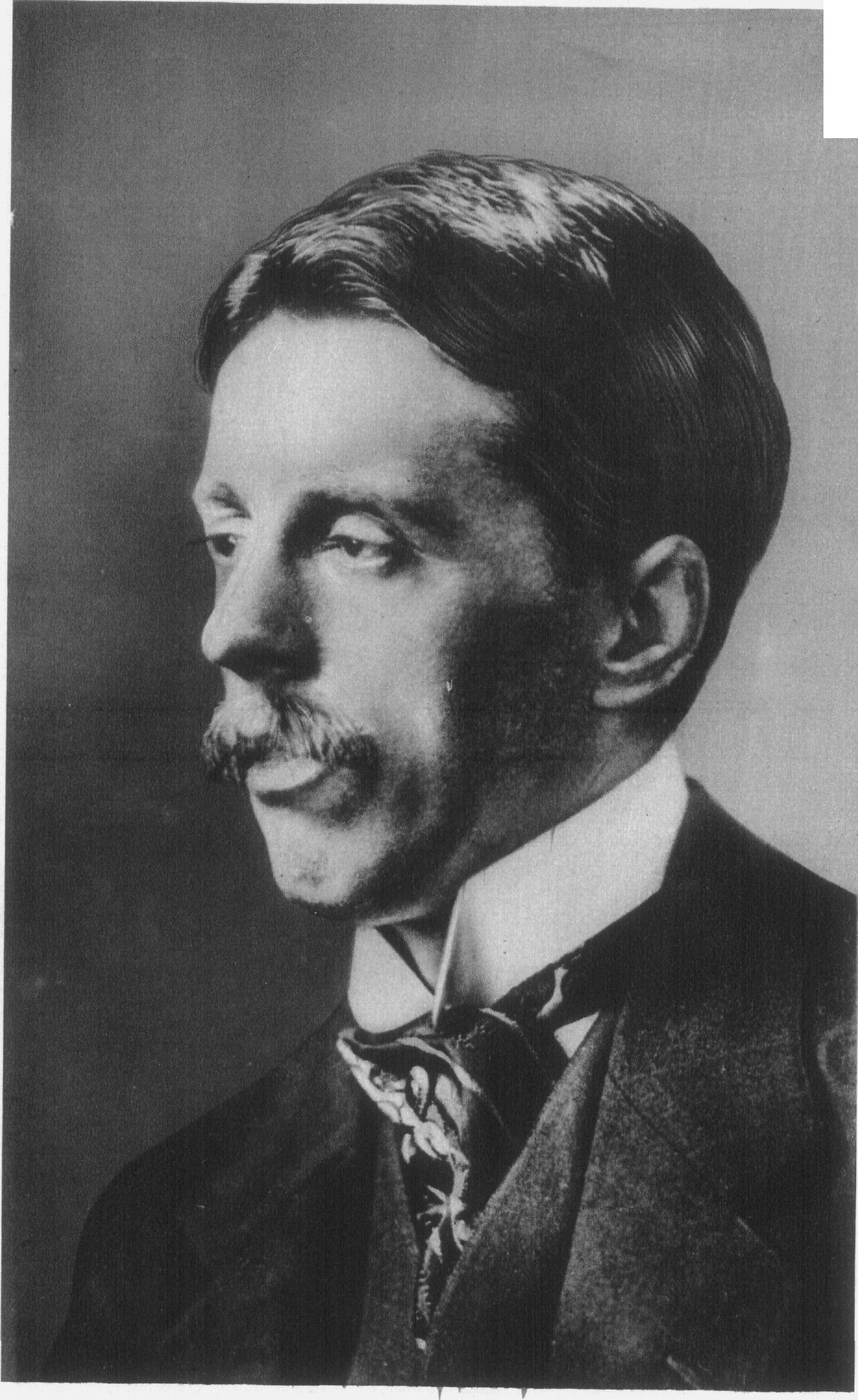
아널드 베넷

아널드 베넷(Enoch Arnold Bennett, 1867년 5월 27일 ~ 1931년 3월 27일)은 영국의 소설가이다. 스태퍼드셔 출생으로 런던에 나와 법률사무소의 서기로 일하고 잡지 편집도 하였다. 8년간 프랑스에 체재, 프랑스 자연주의를 연구하여 그 영향을 받았다. 그의 작품배경은 '다섯 개의 마을'이라 부르는 고향의 도업지대(陶業地帶)이며 《노처(老妻) 이야기》(1906)에는 모파상의 《여자의 일생》에 도전하여 검소한 콘스탠스와 정열적인 소파이어라는 두 자매의 일생을 그리고 있다. 《클레이 행거》(1910)에는 몰이해한 부친에게 대한 클레이 행거의 반항과 연애를 그렸다. 

## 논평
당대의 평론가들, 특히 버지니아 울프는 그의 작품에서 약점들을 감지했다. 울프를 비롯한 다른 블룸스베리 작가들에게 베넷은 문학 용어로 "구식 파수꾼"을 대표했다. 그의 문체는 현대적이기보다 전통적이었고, 따라서 진보적인 문학 성향의 그들에게 그는 만만한 표적이었다.